# 利纳雷斯
利纳雷斯，是西班牙安达卢西亚自治区哈恩省的一个市镇。总面积197平方公里，总人口57578人（2001年），人口密度292人/平方公里。

## 友好城市
- 法國 卡斯特尔